# Liis Viira
Pour les articles homonymes, voir Viira (homonymie).
Liis Viira, née Jürgens le 7 avril 1983 à Tallinn, est une compositrice, harpiste et animatrice estonienne. Elle a également utilisé le pseudonyme de Liz Wirestring.

## Biographie
Liis Jürgens commence ses études à l'École supérieure de musique de Tallinn en 2002, suivant notamment les cours de harpe d'Eda Peäske (et) et de composition d'Alo Põldmäe. De 2002 à 2009, elle suit les cours à l'Académie estonienne de musique et de théâtre, poursuivant la harpe avec Eda Peäske et la composition avec Helena Tulve, mais suivant aussi les cours de musique électronique avec Margo Kõlar et d'improvisation avec Taavi Kerikmäe et Anto Pett (et). En 2005 et 2006, elle est étudiante à l'Académie de musique et des arts du spectacle de Vienne, suivant les cours de harpe d'Adelheid Blovsky-Miller. Depuis 2012, elle étudie à l'Académie estonienne des arts.

## Esthétique
Liis Jürgens écrit pour chœurs et orchestres, ainsi que de la musique de chambre et des improvisations électroacoustiques. Bien qu'elle soit l'une des harpistes les plus connues d'Estonie et membre de l'Orchestre symphonique national estonien, elle utilise souvent la harpe avec des instruments non classiques. Elle admet elle-même que ses compositions pour voix sont difficiles car elle utilise la voix comme un instrument parmi d'autres. Elle a tendance à souligner l'importance des paroles, et a souvent composé ses propres paroles en raison du manque de poésie intrinsèquement en harmonie avec la musique.
Jürgens a également joué dans les ensembles Una Corda et Lippajad.
Elle a composé de la musique de films, comme pour le documentaire Paldiski (2005) d'Eleonore de Montesquieu. En 2012, l'œuvre Liivaterade raamat a représenté l'Estonie lors de la Tribune internationale des compositeurs organisée chaque année par le Conseil international de la musique.
Fin 2015, Liis Jürgens et Margo Kõlar ont bénéficié d'une forte couverture médiatique avec leur Reverbeebi présentée lors des Journées musicales d'Estonie. Dans ce projet composé de plusieurs petites compositions, des voix de bébés ont été utilisées avec les instruments sur des paroles de Doris Kareva. La création a été faite par le chœur de chambre Collegium Musicale et accompagnée par les danseurs de l'école de ballet de Tallinn. Plus tard, elle a été utilisée comme installation musicale au Théâtre et musée de la musique d'Estonie,,,,. Sa pièce Root Bridge (2016) qui mêle instruments et improvisation vocale a été dirigée par Robert Jürjendal à la touch guitar, a été qualifiée par la critique musicale Maria Mölder comme un « monde sonore unique et époustouflant obtenu par l'harmonie de différents instruments », basé sur une approche « less is more ».